# Think About It!
Think About It! ist ein Jazzalbum des Brian Kellock Trio BK3. Die im Sound Café in Penicuik im Süden von Edinburgh entstandenen Aufnahmen erschienen am 24. Oktober 2020 auf Thick Records.

## Hintergrund
BK3 ist der Kurzbegriff für das Trio des Pianisten Brian Kellock mit dem Bassisten Kenny Ellis und dem Schlagzeuger John Rae. Die drei Musiker arbeiteten ab 1988 als Rhythmusgruppe des John Rae Collective zusammen. Als BK3 veröffentlichten sie vor Think About It! lediglich zwei Alben, Something’s Got to Give: Portraits of Fred Astaire (1998) und Live at Henry’s (2001); für letzteres gewann das Trio den Preis für das beste Album bei den BBC Jazz Awards. Rae lebte seit 2008 in Neuseeland, kehrte aber für ein kurzes Wiedersehen mit Kellock und Ellis nach Schottland zurück.
Die sieben Stücke auf Think About It! sind zum einen Standards aus dem Great American Songbook, „East of the Sun (and West of the Moon)“, „The Nearness of You“ (1937) von Hoagy Carmichael und Ned Washington, „ Gone with the Wind“ und „Stella by Starlight“, außerdem neuere Jazzkompositionen von Kenny Barron („Voyage“) und „Song for Rootabagas“ von Matt Wilson. „If I Loved You“ ist ein Song von Richard Rodgers und Oscar Hammerstein II aus deren Musical Carousel (1945).

## Titelliste
- BK3: Think About It!

1. East of the Sun (Brooks Bowman) 3:49
2. The Nearness of You (Hoagy Carmichael, Ned Washington) 3:51
3. Voyage (Kenny Barron) 3:36
4. Gone with the Wind (Allie Wrubel,  Herb Magidson) 4:38
5. Stella by Starlight (Victor Young, Ned Washington) 3:38
6. If I Love[d] You (Richard Rodgers, Oscar Hammerstein II) 6:48
7. Song for Roootabagas (Matt Wilson) 3:39

## Rezeption

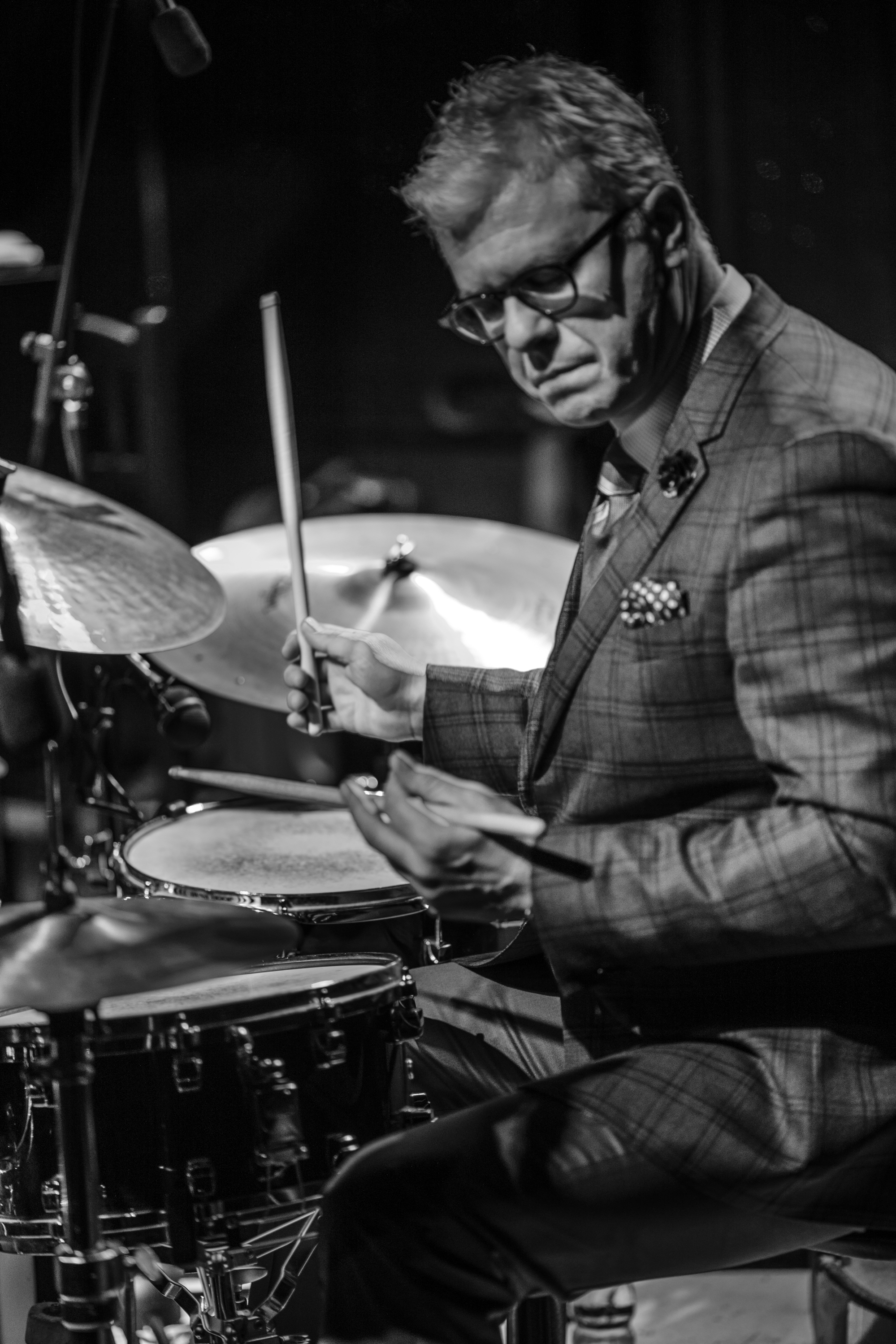
Matt Wilson (2017)

Nach Ansicht von Bruce Lindsay, der das Album in All About Jazz rezensierte, zeigt sich Kellocks romantischerer und überlegterer Ansatz in „The Nearness of You“, einer weitläufigen, sparsamen und sehr langsamen Interpretation der Ballade, bei der keine einzige Note verschwendet würde. „If I Love[d] You“ sei eine weitere Ballade, die im langsamen Tempo gespielt wird, doch dieses Mal sei ihr Herzstück ein sattes Basssolo. „Song for the Rootabagas“ von Kellocks ehemaligem Mitmusiker Matt Wilson runde das Album locker und entspannt ab, wobei ein Hauch von Humor dem Stück zusätzlichen Charme verleihe.
Kellock sei eine bekannte Figur im schottischen Jazz, südlich der Grenze jedoch leider weniger bekannt, meint Matthew Wright im Jazz Journal. Angesichts der Eindrücke dieses Albums wäre es schön, ihn und sein Trio live zu hören, da ihr Spiel eine inhärente Spannung, Energie und die Bereitschaft ausstrahle, ein Thema zu erforschen. Es mag Einbildung sein, aber Standards als Ausgangspunkt für Improvisationen zu verwenden, dürfte aktuell eher der Vergangenheit angehören. Wie dieses Album jedoch zeige, könne dieses Vorgehen jedoch immer noch effektiv sein.
Der vielseitige Pianist Brian Kellock habe die Band für diese prickelnde Trioaufnahme wieder zusammengebracht und zeige dabei eine enorme Bandbreite und tiefes Einfühlungsvermögen für seine langjährigen und zunehmend verstreuten Mitstreiter, schrieb Mark McKergow in London Jazz News. Das Spannendste an diesen sieben Stücken sei die Art und Weise, wie alle Musiker die Tonleiter umrunden, oft mit dramatischen Übergängen innerhalb jeder Darbietung. Dies sei ein fesselndes Trio-Album, das die Dynamik und die Möglichkeiten dieser klassischen [Jazz-]Besetzung wirklich auslote.